# Wataru Sasaki
Wataru Sasaki (佐々木 渉 Sasaki Wataru?), född 28 juli 1996 i Tokyo prefektur, är en japansk fotbollsspelare.
Sasaki började sin karriär 2014 i FC Tokyo. 2018 flyttade han till Kamatamare Sanuki.